# Brodnica
Brodnica er en by i det nordlige Polen med 28.579(2013) indbyggere. Byen har i en periode været en del af provinsen Toruń voivodskab, nu voivodskabet kujawsko-pomorskie. Byens borgermester hedder i dag Jarosław Radacz.

## Galleri
- Anna Vasaslottet i Brodnica
- Chełmińska tårnet
- Tyske Ordens borg i Brodnica
- Mazurska tårnet
- Torvet i Brodnica
- Kloster
- Sankt Katharine kirken i Brodnica
- Drwęca floden i Brodnica

## Venskabsbyer
| - Strasburg, Tyskland - Brørup, Danmark - Kėdainiai, Litauen - Kristinehamn, Sverige | - Chamalières, Frankrig - Koprivnica, Kroatien - Hummelo en Keppel, Holland - Sevan, Armenien |